# Hammada scoparia
Espèce
Synonymes
- Arthrophytum scoparium (Pomel) Iljin
- Haloxylon scoparium Pomel (basionyme)

La saligne à balai (Hammada scoparia) est une espèce de plantes de la famille des Amaranthaceae. Cette plante est originaire d’Afrique du Nord et du Moyen-Orient.

## Description
Ce buisson pérenne est composé de branches ramifiées, épineuses, dont les feuilles opposées sont réduites à des écailles. Les fleurs sont dépourvues de pétales et sont disposées en épi terminal dense.

## Dénominations et systématique
Cette espèce a été décrite en 1875 par Auguste Pomel dans la 2e partie de son ouvrage Nouveaux matériaux pour la Flore Atlantique, sous le nom Haloxylon scoparium.